# Аборти в Казахстані

Правовий статус абортів у світі:
Легальний
Легальний при зґвалтуванні та за медико-соціальними показниками
Легальний у випадках (або заборонений, окрім випадків) зґвалтування, медико-соціальних протипоказань
Заборонений, окрім випадків зґвалтування та медико-соціальних протипоказань
Заборонений, окрім випадків загрозі життя матері, та при наявності психічних і патологічних протипоказань
Заборонений без винятків
Відмінності за регіонами
Відсутні дані

Аборти в Казахстані є законними до 12 тижня вагітності, а потім дозволяються лише за особливими обставинами. Відповідне рішення базується на законах, успадкованих із радянського минулого країни, коли аборти були законодавчо дозволені як протизаплідний засіб.
Інформація про поширеність абортів у Казахстані надходить насамперед із двох джерел: Міністерства охорони здоров'я та Демографічного та медичного обстеження Казахстану.

## Радянський час
Більшу частину XX століття завдяки державній підтримці основним методом контрацепції, що застосовувався в Радянському Союзі, був аборт.
У 1920 році СРСР легалізував аборти як тимчасовий захід, оскільки в умовах економічної кризи легальні аборти були б необхідним заходом для забезпечення санітарних умов. У Казахстані казахи були проти цього рішення. Упродовж наступного десятиліття спротив абортам був важливим, він формувався як бастіон культури, на який напали радянські чиновники. Навіть іще в період легалізації влада СРСР схвалювала казахський опір абортам. Медики попереджали про ризики для здоров'я, пов'язані з частими абортами. У період, коли аборт легалізували, він не застосовувався так, як законодавці мали намір, адже клініки не отримували фінансування і пацієнтки були змушені платити. Аборти робили переважно етнічні росіянки в Казахстані (лише 0,002 % абортів здійснили етнічні казашки, насамперед у містах).
Для казахів аборт був табу, хоча існували традиційні методи переривання вагітності (використовувалися трави). Кількість абортів зросла в Казахстані, як і в Росії, причому особливе збільшення між 1927 та 1928 роками спровоковане збільшенням доступної інформації про хірургічну процедуру та зміною норм моралі. Поширеність підпільних абортів почала знижуватись, але зростання частоти легальних абортів почало турбувати чиновників, що мало наслідком їх заборону.
До підпільних абортів вдавались, коли лікарі відмовлялись робити легальний аборт через одну з наступних причин: вагітність після першого триместру, перша вагітність або наявність небезпечних хвороб. Той факт, що легально-доступні аборти не повністю усунули підпільні аборти, сприяв упровадженню кримінальної відповідальності. На початку 1930-х радянські чиновники відкрито критикували аборти та їх легалізацію. Разом з цим, у периферійних районах СРСР, і також у Казахстані, існувало занепокоєння наслідками раптової заборони абортів.
Період законності абортів закінчився 27 червня 1936 року «Декретом про захист матері та дитини», згідно з яким їх можна було робити лише тим пацієнткам, життю яких загрожує небезпека. Підпільні (незаконні) аборти не гарантували безпечних, санітарних умов. Регіональний (обласний) уряд створив систему контролю, щоб забезпечити дотримання закону: лікарям довелося заявляти про свою практику, надсилаючи прохання перервати вагітність. Ця звітність розглядалась на засіданнях щомісячного комітету.
Криміналізація закріпила традиційні ролі жінок у патріархаті, оскільки ставала на захист ідеї про жінок як матерів. Преса використовувалася як пропаганда проти жінок, які мусили вдаватись до підпільних абортів, зображаючи їх як підступних ворогів Батьківщини. Оскільки казашки рідко йшли на аборти, вони не зазнавали переслідувань за цим законом. Переслідували жінок, які приходили до лікарень із симптомами, що свідчать про виконаний аборт. Лікарів, які практикували підпільні аборти, могли ув'язнити до 3 років. Немає достовірних джерел щодо цієї підпільної діяльності, але дані з архівів свідчать про те, що жінки, в яких виявили симптоми незаконних абортів, як правило, були неодруженими.
В одному випадку в 1940 році 11 жінок із симптомами, типовими для спроб аборту, затримали та відокремили від їх сімей, помістили під пильний нагляд держави, і вони зазнали принижень з боку громадськості. Пізніше з них зняли усі звинувачення.
Поступово пропаганда проти абортів набирала обертів. Вплив кампанії важко виміряти, оскільки існує мало доказів її ефекту.
У повоєнний період стало очевидним, що пропагандистські зусилля не змогли зменшити рівень абортів. Після смерті Йосипа Сталіна в 1953 році держава припинила переслідування підпільних абортів, і лікарі практикували аборти в першому триместрі на прохання жінок. У 1968 році СРСР вкотре легалізував аборти за запитом пацієнтки.

## Період незалежності
Починаючи з незалежності від СРСР у 1991 році, Казахстан почав замінювати аборти іншими методами контрацепції. На відповідне законодавство в Казахстані вплинуло радянське минуле країни. Незважаючи на зменшення абортів на користь інших методів контрацепції, аборт залишався найбільш широко використовуваним методом контрацепції у 90-х. З часу незалежності країни аборти все частіше проводяться в приватному секторі, що призводить до зниження офіційного рівня абортів.
Дослідження, засноване на даних між 1995 і 1999 роками, показало, що аборти в основному проводяться в міських районах, тодішній столиці Алмати та Північному та Східному регіонах країни. Більшість жінок, які робили аборти, були етнічними росіянками. У районах з вищим рівнем освіти спостерігається більший спад використання абортів. Одружені жінки складають більшість, яка робить аборти, оскільки дошлюбний секс набагато рідше зустрічається в переважно мусульманських країнах. Причиною аборту є насамперед обмеження пологів, а також збільшення часу між пологами. Перші вагітності в країні рідко перериваються.
Ймовірність того, що вагітність перервуть, становила 36,8 %. Відсоток вагітностей, спричинених відмовою від контрацепції, що призводить до переривання вагітності, становив 67 %. Демографічне та медичне опитування Казахстану опитало 3771 жінку, чи не зроблять вони аборт у випадку випадкової вагітності, 35,6 % відповіли ствердно, 20,6 % не були впевнені, решта відповіли негативно.
У лютому 1994 року було затверджено програму планування сім'ї, яка створила службу планування сім'ї в медичних установах, щоб спробувати зменшити аборти та материнську смертність.
З 1993 по 1997 роки ООН фінансувала репродуктивне здоров'я в країні. Однією з її головних цілей було зниження рівня абортів.
Між 1995 та 1999 роками аборти були офіційно безкоштовними, але на практиці жінки зобов'язані були платити від 8 до 20 доларів США. Ці виплати, як правило, не здійснювалися в сільській місцевості. У 1995 році широкомасштабна кампанія попередила про ризик для здоров'я підпільних абортів.
У 2000 році затверджена загальнодержавна урядова програма щодо зменшення абортів. Програма навчала медичних працівників та інформувала населення про інші методи контрацепції.
2002 року ООН опубліковував звіт з поясненнями, що аборти доступні за запитом протягом першого триместру, не вимагаючи особливої мотивації. А вже між 12 та 28 тижнями — лише за наявності певних соціальних чи медичних обставин.
У 2001 році затверджено наказ Міністерства охорони здоров'я щодо медичних причин та регламенту абортів. У 2009 році міністерство затвердило наказ 626, який було змінено у 2012 році стосовно таких аспектів:
| Термін вагітності              | У 2009 році | У 2012 році |
| ------------------------------ | --- | --- |
| До 12 тижнів                   | На запит | На запит |
| Від 12 до 22 тижнів            | За соціальними ознаками, включаючи: - Смерть чоловіка під час вагітності - Покарання жінки чи чоловіка - Безробіття жінки або її чоловіка - Якщо жінка неодружена - Позбавлення чи обмеження батьківських прав - Коли вагітність є наслідком зґвалтування - Якщо жінка має статус біженки або вимушеної мігрантки - Якщо в сім'ї є дитина з інвалідністю - Розлучення під час вагітності - Якщо в сім'ї є 4 і більше дітей - У разі пороку плоду | За соціальними ознаками, включаючи: - Смерть чоловіка під час вагітності - Покарання жінки чи чоловіка - Безробіття жінки або її чоловіка - Якщо жінка неодружена - Позбавлення чи обмеження батьківських прав - Коли вагітність є наслідком зґвалтування - Якщо жінка має статус біженки або вимушеної мігрантки - Якщо в сім'ї є дитина з інвалідністю - Розлучення під час вагітності - Якщо в сім'ї є 4 і більше дітей - Пацієнтка до 18 років |
| Без обмеження терміну гестації | - Якщо є медичні показання, що загрожують життю вагітної, за її згодою | - Якщо є медичні показання, що загрожують життю вагітної, за її згодою - У разі пороку плоду |
| Інші випадки                   | Для неповнолітніх до 16 років необхідна згода батьків. Держава субсидує аборти, здійснені з соціальних чи медичних причин. | Для неповнолітніх до 18 років необхідна згода батьків. Держава субсидує аборти, здійснені з соціальних чи медичних причин. |

Легальні аборти практикуються в приватних центрах, Жіночих консультаційних центрах, пологових будинках, поліклініках з жіночими консультаційними офісами, багатьох лікарнях та практиках сімейних груп. Успішне зниження рівня абортів було зумовлене зусиллями в галузі освіти, інформації та комунікацій (на зразок кампанії «Червоне яблуко» у соціальних мережах), які спонукали населення використовувати сучасні методи контрацепції. Однак рівень абортів серед росіянок знизився на 33 %, а серед казашок — зниження було значно меншим.
Ліками, що застосовуються для індукції аборту, є Міфепристон та Мізопростол.
Зггідко зі статистичними даними за 2003 рік, спостерігався високий рівень абортів серед підлітків.
У 2009 та 2012 роках Казахська асоціація з питань сексуального та репродуктивного здоров'я заявила, що медичні аборти здійснюються лише в Алмати в приватних центрах, а про те, що останній рік розглядають питання надання послуг у державних медичних центрах. Вона також заявила, що в 2007 році в місті Алмати було 11 666 абортів, з них 74,3 % було здійснено за допомогою дилатації та кюретажу. Середня ціна серед приватних лікарів становила 5000 тенге (41 долар) у 2009 році та 200 доларів у 2012 році.
У дослідженні 2007 року було зроблено висновок, що високий рівень абортів може бути спричинений обмеженим доступом до медичних послуг, особливо в сільських регіонах. Внутрішньоутробні засоби зазвичай застосовуються як протизаплідний засіб в Казахстані без професійної допомоги, оскільки існує мало доступних методів. Це може бути причиною того, що основним методом контрацепції, який використовується в країні, є аборт.
Звіт за 2010 рік показав, що держава не надала жодної інформації про сексуальне та репродуктивне здоров'я, включаючи аборти.
У звіті 2011 року було встановлено, що частота вагітності та абортів серед підліток призводить до смерті, головним чином спричиненої відсутністю конкретних профілактичних програм.
У 2017 році в Казахстані штучно перервали вагітність 95 тисяч жінок, з них 2218 — підлітки від 15-17 років, до 15 років — 16. За офіційною статистикою, кожна третя жінка в Казахстані хоча б раз переривала вагітність на ранній стадії.
Станом на 2017 рік, аборт був законним у таких випадках:
- Якщо здоров'ю вагітної жінки загрожує небезпека, необхідне схвалення комітету з трьох медичних працівників (гінеколога, керівника закладу та експерта щодо її стану)[К 2], і щоб хвороба була у затвердженому списку.
- Якщо життю жінки загрожує небезпека[К 3], без обмежень щодо терміну вагітності.
- Якщо здоров'ю жінки можна було б істотно нашкодити, без обмежень щодо терміну вагітності.
- Якщо психічному здоров'ю жінки загрожує небезпека[44].
- На прохання вагітної жінки, з будь-якої причини, включаючи такі причини, як вагітність від інцестуальних відносин.
- Якщо вагітна має когнітивну або інтелектуальну ваду[К 4].
- Вагітність у неповнолітньому віці; аборт вимагає дозволу батьків чи іншого дорослого[К 5].

## Статистика

### Загальна
Пояснення до даних таблиці:
- Народжені — кількість народжених дітей.
- Аборти, про які повідомляється — загальна кількість абортів.
- Аборти загалом (AWR) — загальна кількість абортів.
- Нелегальні аборти  — загальна кількість абортів, зроблених нелегально.
- Коефіцієнт абортів — коефіцієнт відношення кількіості абортів на 1000 народжених.
- Відсоток абортів (%) — відношення кількіості абортів від вагітностей у відсотках.
- Частота випадків абортів (AWR) — це випадки переривання абортів із даних звітності про аборти у всьому світі на 1000 жінок у віці 15-39 років.

| Рік* | Народжені | Аборти загалом (AWR) | Нелегальні аборти | Коефіцієнт абортів | Відсоток абортів (%) | Частота випадків абортів (AWR) |
| ---- | --------- | -------------------- | ----------------- | ------------------ | -------------------- | ------------------------------ |
| 1925 |           | 582                  |                   |                    |                      |                                |
| 1927 |           | 2 360                |                   |                    |                      |                                |
| 1928 |           | 6 127                |                   |                    |                      |                                |
| 1929 |           | 1 950                |                   |                    |                      |                                |
| 1930 |           | 2 660                |                   |                    |                      |                                |
| 1931 |           | 2 190                |                   |                    |                      |                                |
| 1932 |           | 840                  |                   |                    |                      |                                |
| 1940 | 254 000   |                      |                   |                    |                      |                                |
| 1942 |           | 11 214               | 1 675             |                    |                      |                                |
| 1943 |           | 1 600                |                   |                    |                      |                                |
| 1944 |           | 7 811                | 1 278             |                    |                      |                                |
| 1945 |           | 10 303               | 1 684             |                    |                      |                                |
| 1946 |           | 15 901               | 3 866             |                    |                      |                                |
| 1947 |           | 16 263               | 3 096             |                    |                      |                                |
| 1948 |           | 4 079                | 4 079             |                    |                      |                                |
| 1950 | 251 900   |                      |                   |                    |                      |                                |
| 1951 | 270 000   |                      |                   |                    |                      |                                |
| 1952 | 262 600   |                      |                   |                    |                      |                                |
| 1953 | 260 300   |                      |                   |                    |                      |                                |
| 1954 | 275 700   |                      |                   |                    |                      |                                |
| 1955 | 299 300   | 25 000               |                   |                    |                      |                                |
| 1956 | 304 800   | 58 000               |                   |                    |                      |                                |
| 1957 | 326 100   | 101 000              |                   |                    |                      |                                |
| 1958 | 355 300   | 164 000              |                   |                    |                      |                                |
| 1959 | 349 100   | 228 000              |                   |                    |                      |                                |
| 1960 | 371 828   | 335 000              |                   |                    |                      |                                |
| 1961 | 377 002   | 363 000              |                   |                    |                      |                                |
| 1962 | 368 298   | 379 000              |                   |                    |                      |                                |
| 1963 | 352 400   | 388 000              |                   |                    |                      |                                |
| 1964 | 330 511   | 389 000              |                   |                    |                      |                                |
| 1965 | 320 585   | 404 000              |                   |                    |                      |                                |
| 1966 | 313 465   | 392 000              |                   |                    |                      |                                |
| 1967 | 307 197   | 381 000              |                   |                    |                      |                                |
| 1968 | 302 022   | 372 000              |                   |                    |                      |                                |
| 1969 | 302 179   | 370 000              |                   |                    |                      |                                |
| 1970 | 306 652   | 372 000              |                   |                    |                      |                                |
| 1971 | 317 423   | 382 702              |                   | 1 205.7            | 54.66                |                                |
| 1972 | 318 551   | 383 764              |                   | 1 204.7            | 54.64                |                                |
| 1973 | 321 075   | 387 626              |                   | 1 207.3            | 54.70                |                                |
| 1974 | 338 291   | 377 070              |                   | 1 114.6            | 52.71                |                                |
| 1975 | 343 668   | 390 809              |                   | 1 137.2            | 53.21                |                                |
| 1976 | 350 362   | 395 712              |                   | 1 129.4            | 53.04                |                                |
| 1977 | 349 379   | 406 247              |                   | 1 162.8            | 53.76                |                                |
| 1978 | 355 337   | 392 734              |                   | 1 105.2            | 52.50                |                                |
| 1979 | 354 320   | 380 692              |                   | 1 074.4            | 51.79                |                                |
| 1980 | 356 013   | 378 125              |                   | 1 062.1            | 51.51                |                                |
| 1981 | 367 950   | 359 824              |                   | 977.9              | 49.44                |                                |
| 1982 | 373 416   | 364 087              |                   | 975.0              | 49.37                |                                |
| 1983 | 378 577   | 362 371              |                   | 957.2              | 48.91                |                                |
| 1984 | 389 091   | 349 366              |                   | 897.9              | 47.31                |                                |
| 1985 | 396 929   | 367 334              |                   | 925.4              | 48.06                |                                |
| 1986 | 410 846   | 332 055              |                   | 808.2              | 44.70                |                                |
| 1987 | 417 139   | 329 819              |                   | 790.7              | 44.15                |                                |
| 1988 | 407 116   | 362 596              |                   | 890.6              | 47.11                |                                |
| 1989 | 380 849   | 358 124              |                   | 940.3              | 48.46                | 101.58                         |
| 1990 | 362 081   | 355 173              |                   | 980.9              | 49.52                | 100.03                         |
| 1991 | 353 174   | 358 484              |                   | 1 015.0            | 50.37                | 100.40                         |
| 1992 | 337 612   | 346 405              |                   | 1 026.0            | 50.64                | 96.76                          |
| 1993 | 315 482   | 290 703              |                   | 921.5              | 47.96                | 81.93                          |
| 1994 | 305 624   | 261 834              |                   | 856.7              | 46.14                | 75.39                          |
| 1995 | 276 125   | 224 100              |                   | 811.6              | 44.80                | 66.14                          |
| 1996 | 253 175   | 194 187              |                   | 767.0              | 43.41                | 58.11                          |
| 1997 | 232 356   | 156 751              |                   | 674.6              | 40.28                | 47.61                          |
| 1998 | 222 380   | 149 248              |                   | 671.1              | 40.16                | 46.01                          |
| 1999 | 211 815   | 138 197              |                   | 652.4              | 39.48                | 42.92                          |
| 2000 | 217 379   | 134 111              |                   | 616.9              | 38.15                | 41.58                          |
| 2001 | 220 748   | 136 787              |                   | 619.7              | 38.26                | 42.22                          |
| 2002 | 227 169   | 124 523              |                   | 548.2              | 35.41                | 38.10                          |
| 2003 | 246 933   | 127 180              |                   | 515.0              | 34.00                | 38.49                          |
| 2004 | 270 737   | 129 495              |                   | 478.3              | 32.35                | 38.66                          |
| 2005 | 278 977   | 125 654              |                   | 450.4              | 31.05                | 37.00                          |
| 2006 | 278 977   | 130 599              |                   | 468.1              | 31.89                | 37.85                          |
| 2007 | 321 963   | 133 097              |                   | 413.4              | 29.25                | 38.02                          |
| 2008 | 339 269   | 123 992              |                   | 365.5              | 26.77                | 34.99                          |
| 2009 | 357 552   | 113 320              |                   | 316.9              | 24.07                | 31.67                          |
| 2010 | 367 752   | 106 074              |                   | 288.4              | 22.39                | 29.37                          |
| 2011 | 372 801   | 95 288               |                   | 255.6              | 20.36                | 26.27                          |
| 2012 | 381 005   | 95 654               |                   | 251.1              | 20.07                | 26.43                          |
| 2013 | 387 227   | 106 000              |                   | 217.6              | 17.87                | 29.43                          |
| 2014 | 399 951   | 83 709               |                   | 209.3              | 17.31                | 23.35                          |
| 2015 | 398 073   | 81 440               |                   | 204.6              | 16.98                | 22.82                          |
| 2016 | 400 694   | 78 857               |                   | 196.8              | 16.44                |                                |
| 2017 | 390 262   | 80 328               |                   | 205.8              | 17.07                |                                |
| 2018 | 397 799   | 80 000               |                   |                    |                      |                                |

*статистичні дані за 1926, 1933—1939, 1941, 1949 роки відсутні

### Кількість абортів за регіонами Казахстану

Адмінінстративний поділ Казахстану за областями.

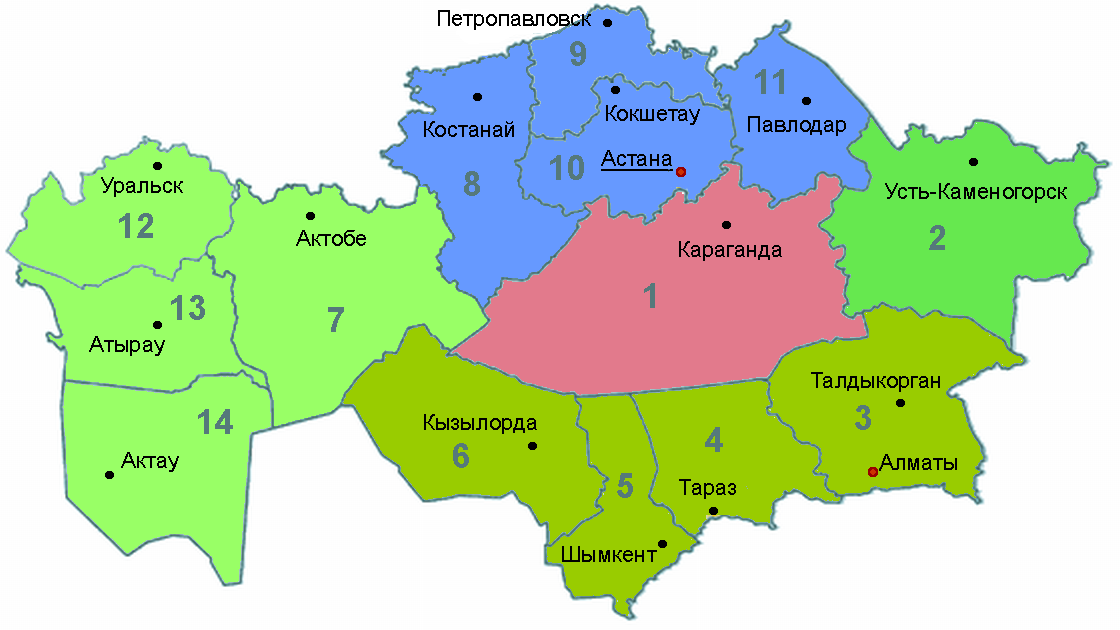
Центральний Казахстан
Північний Казахстан
Південний Казахстан
Східний Казахстан
Західний Казахстан

| Регіон                           | Рік*   | Рік*   | Рік*   | Рік* | Рік*   | Рік*   | Рік* | Рік*   | Рік*   | Рік*   |
| Регіон                           | 1999   | 2000   | 2001   | 2002 | 2003   | 2004   | 2005 | 2006   | 2007   | 2008   |
| -------------------------------- | ------ | ------ | ------ | ---- | ------ | ------ | ---- | ------ | ------ | ------ |
| Алмати (місто)                   | 14 421 | 10 013 | 11 037 |      |        | 17 487 |      |        | 16 000 | 16 100 |
| Астана (місто)                   |        |        |        |      |        | 8 113  |      |        |        | 9 600  |
| Східноказахстанська область      |        | 18 039 |        |      |        |        |      |        |        | 16 600 |
| Карагандинська область           |        | 16 400 |        |      | 16 700 |        |      | 10 300 |        | 13 100 |
| Північноказахстанська область    |        |        |        |      |        | 32 898 |      |        |        | 29 800 |
| Акмолинська область              |        |        |        |      | 11 700 |        |      |        |        | 10 200 |
| Костанайська область             |        |        |        |      |        |        |      |        |        | 8 200  |
| Павлодарська область             |        |        |        |      |        |        |      |        |        | 5 100  |
| Південно-Казахстанська область   |        |        |        |      |        | 20 294 |      |        |        | 20 900 |
| Алматинська область              |        | 13 249 |        |      |        |        |      |        | 5 000  | 4 800  |
| Кизилординська область           |        | 2 801  |        |      |        |        |      |        |        | 1 700  |
| Західноказахстанська область     |        |        |        |      |        | 17 549 |      |        |        | 17 700 |
| Актюбінська область              |        |        |        |      |        |        |      |        |        | 3 900  |
| Атирауська область               |        | 1 957  |        |      |        |        |      |        |        | 1 700  |
| Мангістауська область            |        |        |        |      |        |        |      |        |        | 3 400  |
| Жамбильська область              |        |        |        |      |        |        |      |        |        | 5 200  |
| Центральний та східний Казахстан |        | 34 400 |        |      |        | 33 126 |      |        |        | 29 700 |
| Північний Казахстан              |        |        |        |      |        | 32 898 |      |        |        | 29 800 |
| Західний Казахстан               |        |        |        |      |        | 17 549 |      |        |        | 17 700 |
| Південний Казахстан              |        |        |        |      |        | 20 294 |      |        |        | 20 900 |

*останнє оновлення 11 квітня 2010

### Рівень легальних абортів
| Рік  | Рівень легальних абортів (з 1000 жінок у віці 15–44 роки) |
| ---- | --------------------------------------------------------- |
| 1995 | 53                                                        |
| 1999 | 43,9, або від 57 до 55 за офіційними джерелами            |
| 2004 | 35                                                        |
| 2008 | 32,3                                                      |
| 2010 | 27,4                                                      |
| 2012 | 24,5                                                      |

## Правове регулювання
Закони, що регулюють аборти в Казахстані:
- Закон про репродуктивні права (2004)[51],
- Кримінальний кодекс (1997).

Інформація про поширеність абортів у Казахстані надходить насамперед із двох джерел: Міністерства охорони здоров'я та Демографічного та медичного обстеження Казахстану. Доступні високоякісні опитування та інші дані, оскільки процедура вже деякий час є законною. Однак звіти періодично суперечать одні одним.